# Libertariańska Partia Kanady
Libertariańska Partia Kanady (ang. Libertarian Party of Canada) – kanadyjska partia polityczna o profilu prawicowym założona w lipcu 1973. Opowiada się za ograniczeniem roli państwa poprzez m.in. obniżkę podatków i redukcję wydatków rządowych. W latach 1990–1991 liderem ugrupowania był Stanisław Tymiński, później m.in. Tim Moen (2014–2021), od 2021 przewodzi mu Jacques Boudreau. W wyborach parlamentarnych w 2015 partia uzyskała 0,21% głosów. Znaczenie partii jest uznawane za marginalne.